# Actinocephalus stereophyllus
Actinocephalus stereophyllus är en gräsväxtart som först beskrevs av Wilhelm Willy Otto Eugen Ruhland, och fick sitt nu gällande namn av Paulo Takeo Sano. Actinocephalus stereophyllus ingår i släktet Actinocephalus och familjen Eriocaulaceae. Inga underarter finns listade i Catalogue of Life.